# Eurovision Song Contest 2015
Eurovision Song Contest 2015 là cuộc thi Ca khúc truyền hình châu Âu thứ 60. Cuộc thi diễn ra tại thủ đô Viên, Áo, sau chiến thắng của ca sĩ người Áo Conchita Wurst vào năm 2014. Đây là lần thứ hai Áo đăng cai cuộc thi này kể từ lần đầu tiên vào năm 1967. Cuộc thi năm 2015 gồm có 2 vòng bán kết diễn ra vào ngày 19 và 21 tháng 5 và vòng chung kết diễn ra vào ngày 23 tháng 5 năm 2015. Người dẫn chương trình của cuộc thi là Mirjam Weichselbraun, Alice Tumler và Arabella Kiesbauer trong khi Conchita Wurst dẫn ở phòng xanh.
Bốn mươi quốc gia tranh tài ở cuộc thi này, trong đó có Úc tham gia lần đầu tiên, cùng với sự trở lại của Síp, Cộng hòa Séc và Serbia. Ukraina rút khỏi cuộc thi vì các lý do tài chính và chính trị do khủng hoảng.
Sau quá trình bình chọn căng thẳng, Thụy Điển giành chiến thắng lần thứ sáu ở cuộc thi này với ca khúc "Heroes" của Måns Zelmerlöw và trở thành quốc gia đầu tiên giành chiến thắng hai lần tại cuộc thi này ở thế kỷ 21 và với format chương trình mới. Ý giành giải bình chọn của khán giả cùng với Nga ở vị trí thứ hai, tuy nhiên sự bình chọn của ban giám khảo dành cho Thụy Điển đã vượt qua được sự bình chọn của khán giả. Đây là lần đầu tiên kể từ năm 2009 mà ca khúc giành chiến thắng không nhận được sự ủng hộ tuyệt đối từ khán giả. Đây là lần thứ hai Thụy Điển giành chiến thắng trong vòng ba năm trở lại đây và là lần thứ sáu trong lịch sử của giải. Đây cũng là lần đầu tiên top 3 của cuộc thi đều đạt từ 280 điểm trở lên. Ứng viên của Nga là ca khúc "A Million Voices" trở thành ca khúc đầu tiên không giành chiến thắng mà đạt được từ 300 điểm trở lên và ca khúc "Grande amore" của Italy trở thành ca khúc đầu tiên có lời không phải bằng tiếng Anh lọt vào top 3 kể từ năm 2012. Áo và Đức trở thành các quốc gia đầu tiên kể từ năm 2003 không giành được điểm nào ở vòng chung kết. Áo cũng là quốc gia chủ nhà đầu tiên không giành được điểm nào kể từ năm 1958.
Hai quốc gia đứng đầu cuộc thi năm này - Thụy Điển và Nga - cũng là các quốc gia đứng đầu bảng xếp hạng của cuộc thi năm 2012.

## Kết quả

Các nước tham dự vòng bán kết 1
Các nước được đặc cách vào vòng chung kết, nhưng cũng được quyền bầu chọn tại vòng bán kết 1
Các nước tham dự vòng bán kết 2
Các nước được đặc cách vào vòng chung kết, nhưng cũng được quyền bầu chọn tại vòng bán kết 2
Nước được quyền bầu chọn tại cả hai vòng bán kết (Úc)

### Bán kết 1
| Thứ tự | Quốc gia  | Nghệ sĩ                   | Ca khúc                | Ngôn ngữ                 | Vị trí | Số điểm |
| ------ | --------- | ------------------------- | ---------------------- | ------------------------ | ------ | ------- |
| 01     | Moldova   | Eduard Romanyuta          | "I Want Your Love"     | Tiếng Anh                | 11     | 41      |
| 02     | Armenia   | Genealogy                 | "Face the Shadow"      | Tiếng Anh                | 7      | 77      |
| 03     | Bỉ        | Loïc Nottet               | "Rhythm Inside"        | Tiếng Anh                | 2      | 149     |
| 04     | Hà Lan    | Trijntje Oosterhuis       | "Walk Along"           | Tiếng Anh                | 14     | 33      |
| 05     | Phần Lan  | Pertti Kurikan Nimipäivät | "Aina mun pitää"       | Tiếng Phần Lan           | 16     | 13      |
| 06     | Hy Lạp    | Maria Elena Kyriakou      | "One Last Breath"      | Tiếng Anh                | 6      | 81      |
| 07     | Estonia   | Elina Born & Stig Rästa   | "Goodbye to Yesterday" | Tiếng Anh                | 3      | 105     |
| 08     | Macedonia | Daniel Kajmakoski         | "Autumn Leaves"        | Tiếng Anh                | 15     | 28      |
| 09     | Serbia    | Bojana Stamenov           | "Beauty Never Lies"    | Tiếng Anh                | 9      | 63      |
| 10     | Hungary   | Boggie                    | "Wars for Nothing"     | Tiếng Anh                | 8      | 67      |
| 11     | Belarus   | Uzari & Maimuna           | "Time"                 | Tiếng Anh                | 12     | 39      |
| 12     | Nga       | Polina Gagarina           | "A Million Voices"     | Tiếng Anh                | 1      | 182     |
| 13     | Đan Mạch  | Anti Social Media         | "The Way You Are"      | Tiếng Anh                | 13     | 33      |
| 14     | Albania   | Elhaida Dani              | "I'm Alive"            | Tiếng Anh                | 10     | 62      |
| 15     | România   | Voltaj                    | "De la capăt"          | Tiếng România, Tiếng Anh | 5      | 89      |
| 16     | Gruzia    | Nina Sublatti             | "Warrior"              | Tiếng Anh                | 4      | 98      |

### Bán kết 2
| Thứ tự | Quốc gia     | Nghệ sĩ                            | Ca khúc                        | Ngôn ngữ         | Vị trí | Số điểm |
| ------ | ------------ | ---------------------------------- | ------------------------------ | ---------------- | ------ | ------- |
| 01     | Litva        | Monika Linkytė & Vaidas Baumila    | "This Time"                    | Tiếng Anh        | 7      | 67      |
| 02     | Ireland      | Molly Sterling                     | "Playing with Numbers"         | Tiếng Anh        | 12     | 35      |
| 03     | San Marino   | Michele Perniola & Anita Simoncini | "Chain of Lights"              | Tiếng Anh        | 16     | 11      |
| 04     | Montenegro   | Knez                               | "Adio"                         | Tiếng Montenegro | 9      | 57      |
| 05     | Malta        | Amber                              | "Warrior"                      | Tiếng Anh        | 11     | 43      |
| 06     | Na Uy        | Mørland & Debrah Scarlett          | "A Monster Like Me"            | Tiếng Anh        | 4      | 123     |
| 07     | Bồ Đào Nha   | Leonor Andrade                     | "Há um mar que nos separa"     | Tiếng Bồ Đào Nha | 14     | 19      |
| 08     | Cộng hòa Séc | Marta Jandová & Václav Noid Bárta  | "Hope Never Dies"              | Tiếng Anh        | 13     | 33      |
| 09     | Israel       | Nadav Guedj                        | "Golden Boy"                   | Tiếng Anh        | 3      | 151     |
| 10     | Latvia       | Aminata                            | "Love Injected"                | Tiếng Anh        | 2      | 155     |
| 11     | Azerbaijan   | Elnur Hüseynov                     | "Hour of the Wolf"             | Tiếng Anh        | 10     | 53      |
| 12     | Iceland      | María Ólafsdóttir                  | "Unbroken"                     | Tiếng Anh        | 15     | 14      |
| 13     | Thụy Điển    | Måns Zelmerlöw                     | "Heroes"                       | Tiếng Anh        | 1      | 217     |
| 14     | Thụy Sĩ      | Mélanie René                       | "Time to Shine"                | Tiếng Anh        | 17     | 4       |
| 15     | Síp          | John Karayiannis                   | "One Thing I Should Have Done" | Tiếng Anh        | 6      | 87      |
| 16     | Slovenia     | Maraaya                            | "Here for You"                 | Tiếng Anh        | 5      | 92      |
| 17     | Ba Lan       | Monika Kuszyńska                   | "In the Name of Love"          | Tiếng Anh        | 8      | 57      |

### Chung kết
| Thứ tự | Quốc gia    | Nghệ sĩ                         | Ca khúc                        | Ngôn ngữ                 | Vị trí | Số điểm |
| ------ | ----------- | ------------------------------- | ------------------------------ | ------------------------ | ------ | ------- |
| 01     | Slovenia    | Maraaya                         | "Here for You"                 | Tiếng Anh                | 14     | 39      |
| 02     | Pháp        | Lisa Angell                     | "N'oubliez pas"                | Tiếng Pháp               | 25     | 4       |
| 03     | Israel      | Nadav Guedj                     | "Golden Boy"                   | Tiếng Anh                | 9      | 97      |
| 04     | Estonia     | Elina Born & Stig Rästa         | "Goodbye to Yesterday"         | Tiếng Anh                | 7      | 106     |
| 05     | Anh Quốc    | Electro Velvet                  | "Still in Love with You"       | Tiếng Anh                | 24     | 5       |
| 06     | Armenia     | Genealogy                       | "Face the Shadow"              | Tiếng Anh                | 16     | 34      |
| 07     | Litva       | Monika Linkytė & Vaidas Baumila | "This Time"                    | Tiếng Anh                | 18     | 30      |
| 08     | Serbia      | Bojana Stamenov                 | "Beauty Never Lies"            | Tiếng Anh                | 10     | 53      |
| 09     | Na Uy       | Mørland & Debrah Scarlett       | "A Monster Like Me"            | Tiếng Anh                | 8      | 102     |
| 10     | Thụy Điển   | Måns Zelmerlöw                  | "Heroes"                       | Tiếng Anh                | 1      | 365     |
| 11     | Síp         | John Karayiannis                | "One Thing I Should Have Done" | Tiếng Anh                | 22     | 11      |
| 12     | Úc          | Guy Sebastian                   | "Tonight Again"                | Tiếng Anh                | 5      | 196     |
| 13     | Bỉ          | Loïc Nottet                     | "Rhythm Inside"                | Tiếng Anh                | 4      | 217     |
| 14     | Áo          | The Makemakes                   | "I Am Yours"                   | Tiếng Anh                | 27     | 0       |
| 15     | Hy Lạp      | Maria Elena Kyriakou            | "One Last Breath"              | Tiếng Anh                | 19     | 23      |
| 16     | Montenegro  | Knez                            | "Adio"                         | Tiếng Montenegro         | 13     | 44      |
| 17     | Đức         | Ann Sophie                      | "Black Smoke"                  | Tiếng Anh                | 26     | 0       |
| 18     | Ba Lan      | Monika Kuszyńska                | "In the Name of Love"          | Tiếng Anh                | 23     | 10      |
| 19     | Latvia      | Aminata                         | "Love Injected"                | Tiếng Anh                | 6      | 186     |
| 20     | România     | Voltaj                          | "De la capăt"                  | Tiếng România, Tiếng Anh | 15     | 35      |
| 21     | Tây Ban Nha | Edurne                          | "Amanecer"                     | Tiếng Tây Ban Nha        | 21     | 15      |
| 22     | Hungary     | Boggie                          | "Wars for Nothing"             | Tiếng Anh                | 20     | 19      |
| 23     | Gruzia      | Nina Sublatti                   | "Warrior"                      | Tiếng Anh                | 11     | 51      |
| 24     | Azerbaijan  | Elnur Hüseynov                  | "Hour of the Wolf"             | Tiếng Anh                | 12     | 49      |
| 25     | Nga         | Polina Gagarina                 | "A Million Voices"             | Tiếng Anh                | 2      | 303     |
| 26     | Albania     | Elhaida Dani                    | "I'm Alive"                    | Tiếng Anh                | 17     | 34      |
| 27     | Ý           | Il Volo                         | "Grande amore"                 | Tiếng Ý                  | 3      | 292     |

## Hình ảnh

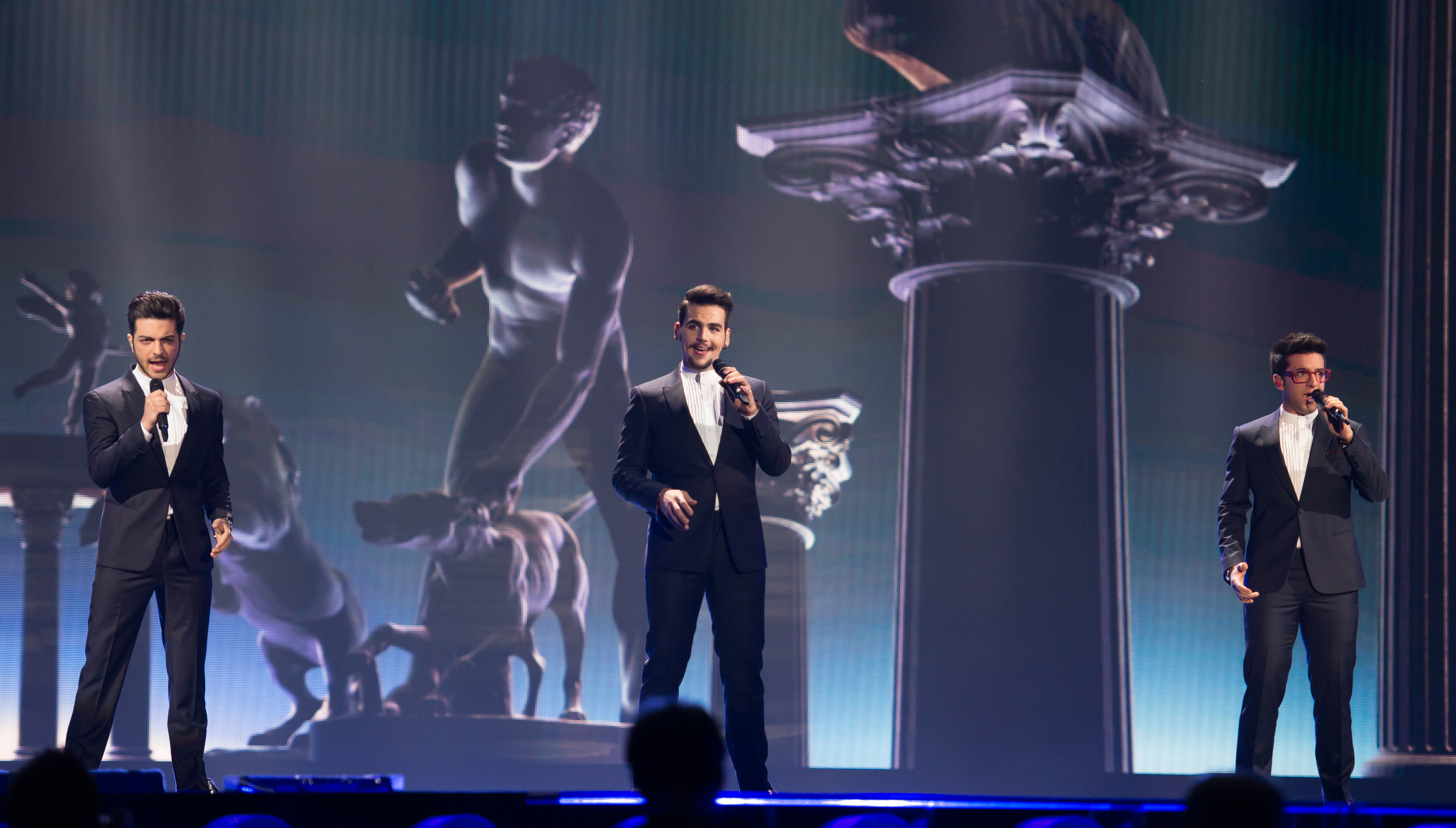
Il Volvo từ Ý
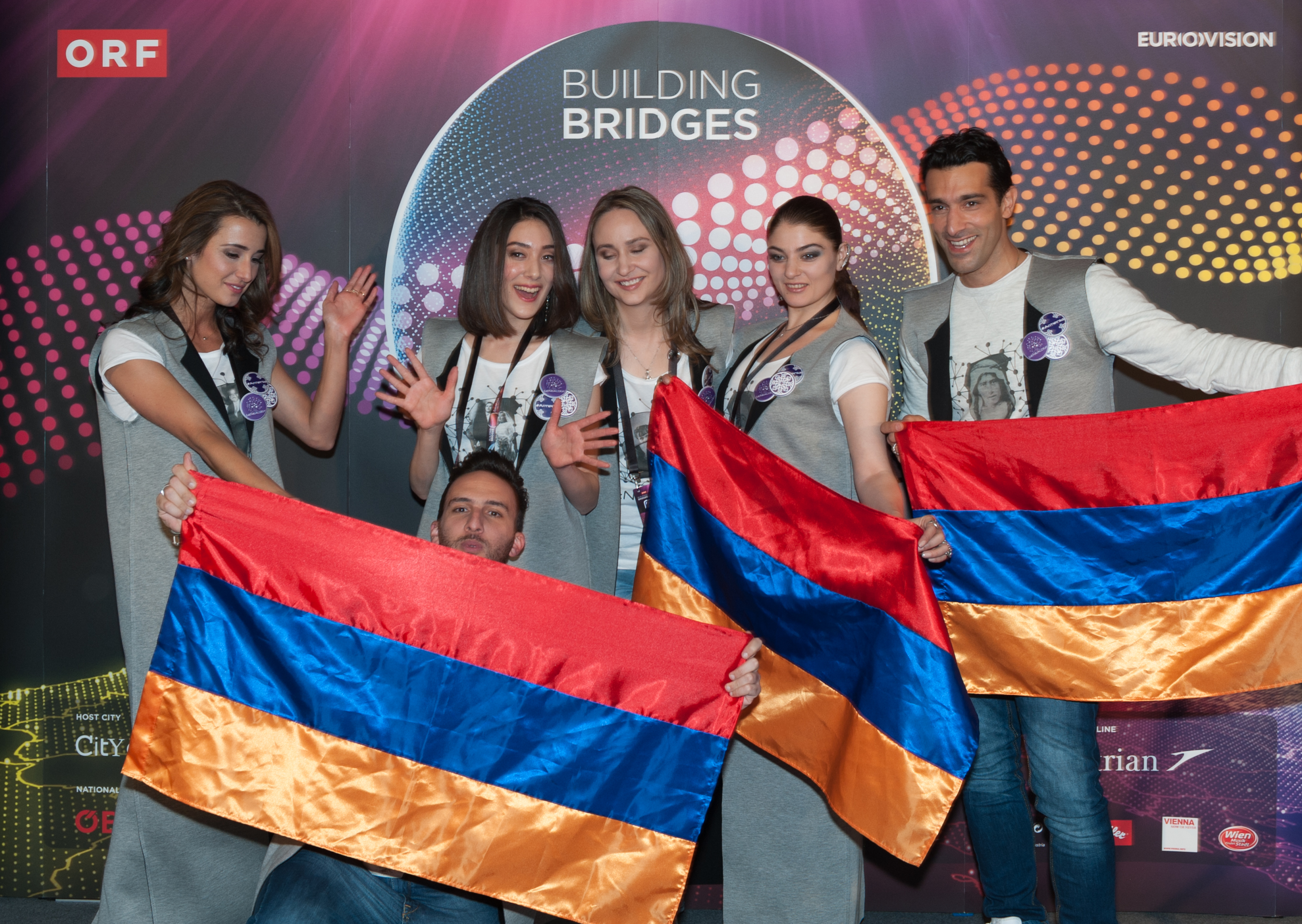
Genealogy từ Armenia
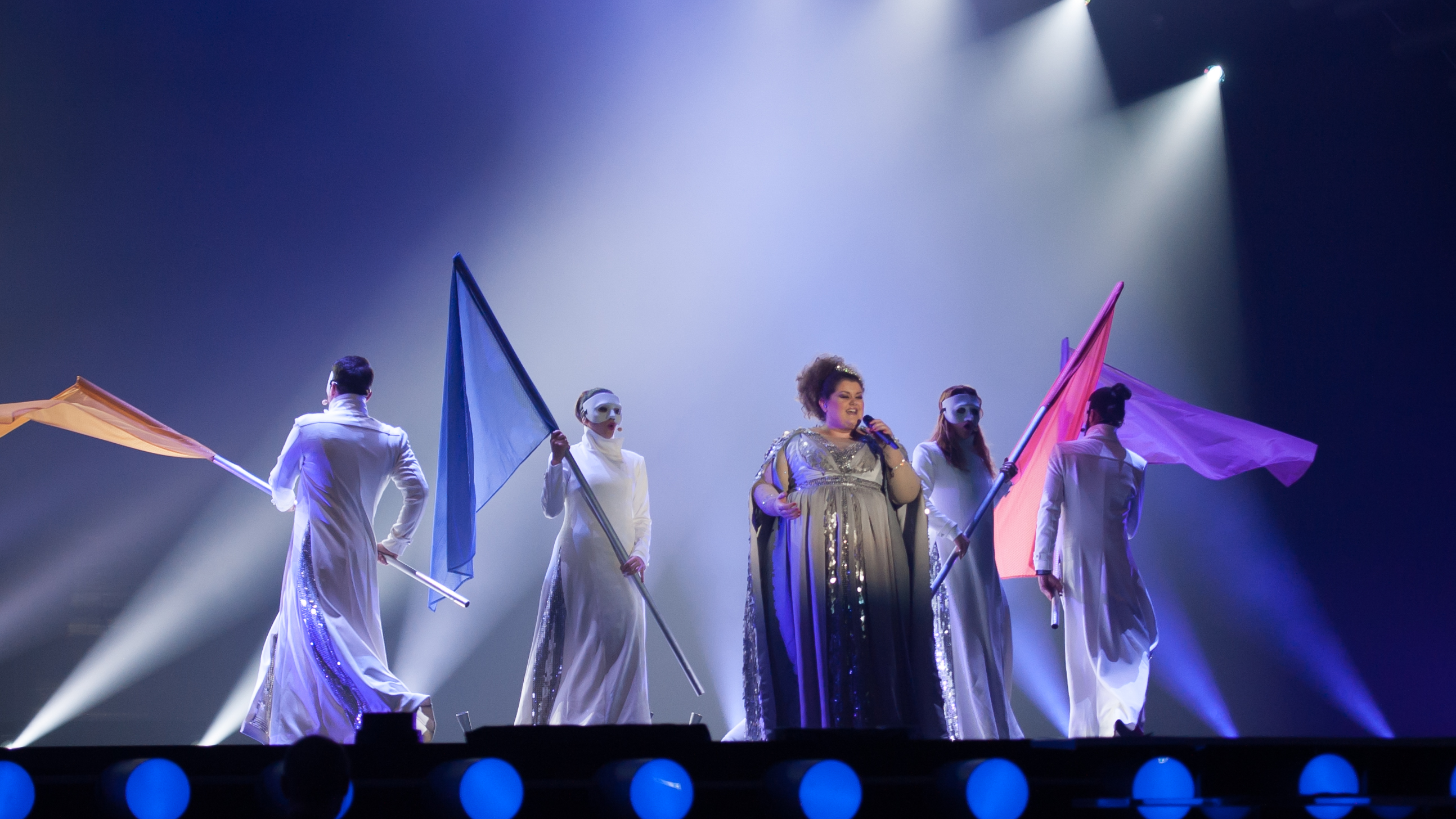
Bojana Stamenov từ Serbia
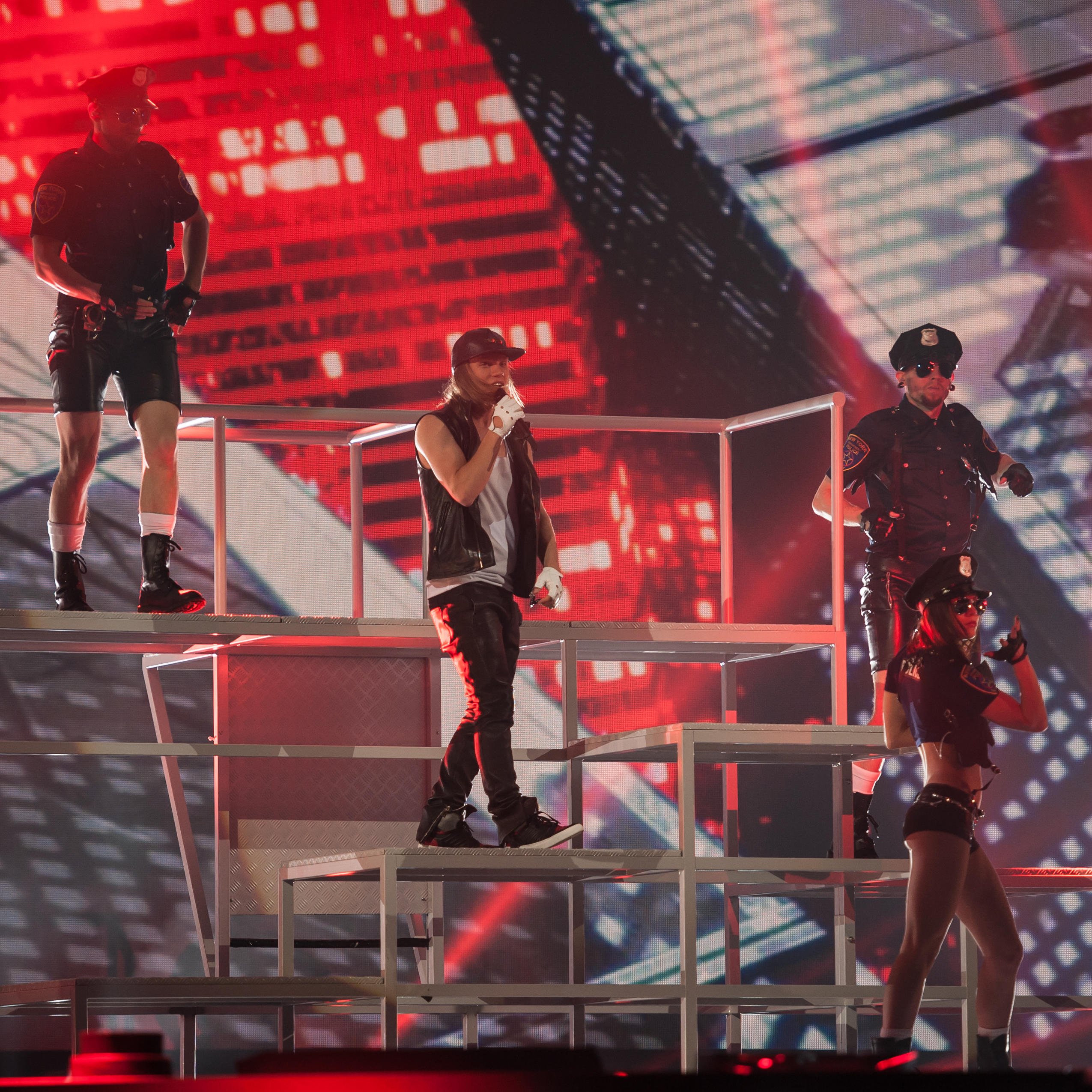
Eduard Romanyuta từ Moldova
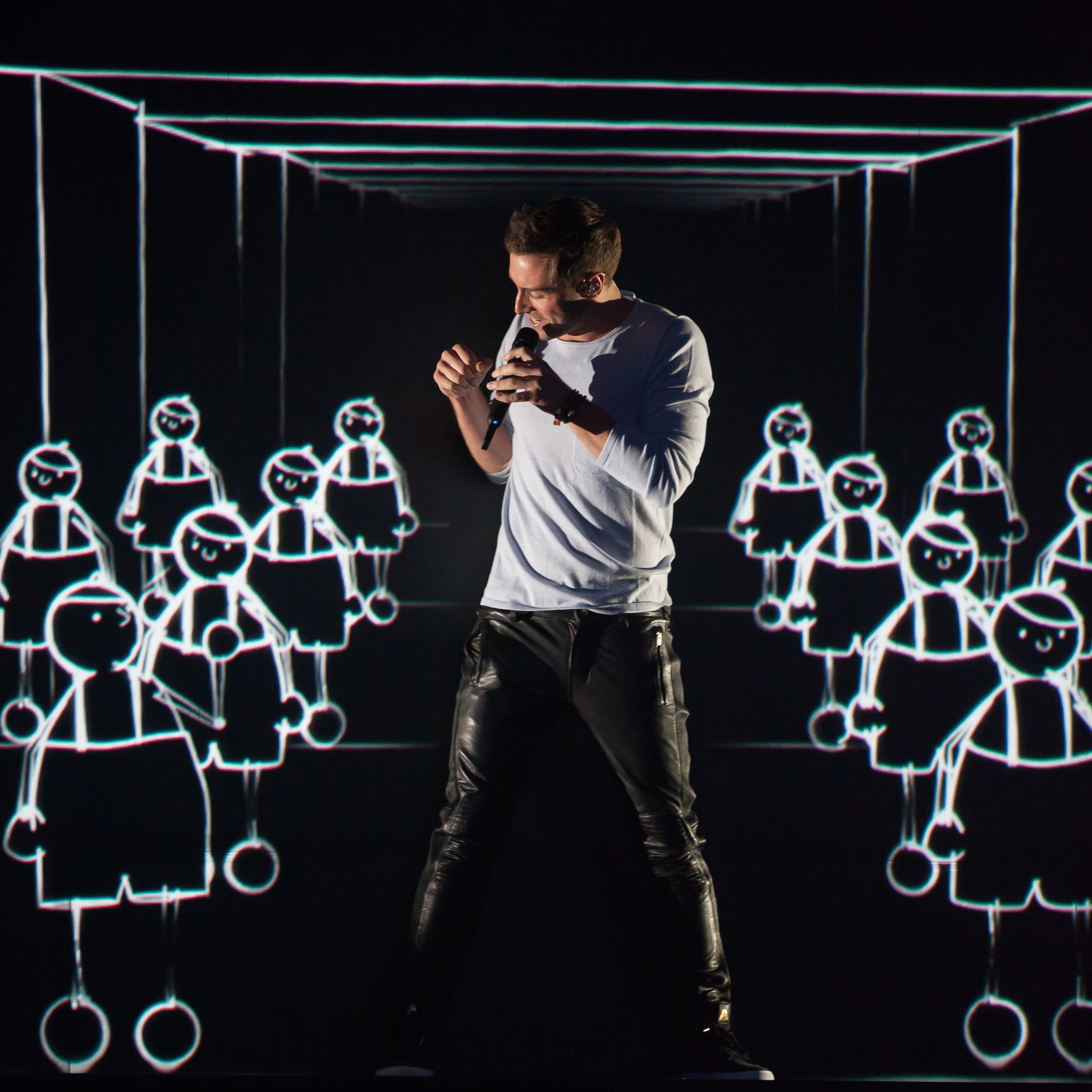
Måns Zelmerlöw từ Thụy Điển, người dành giải
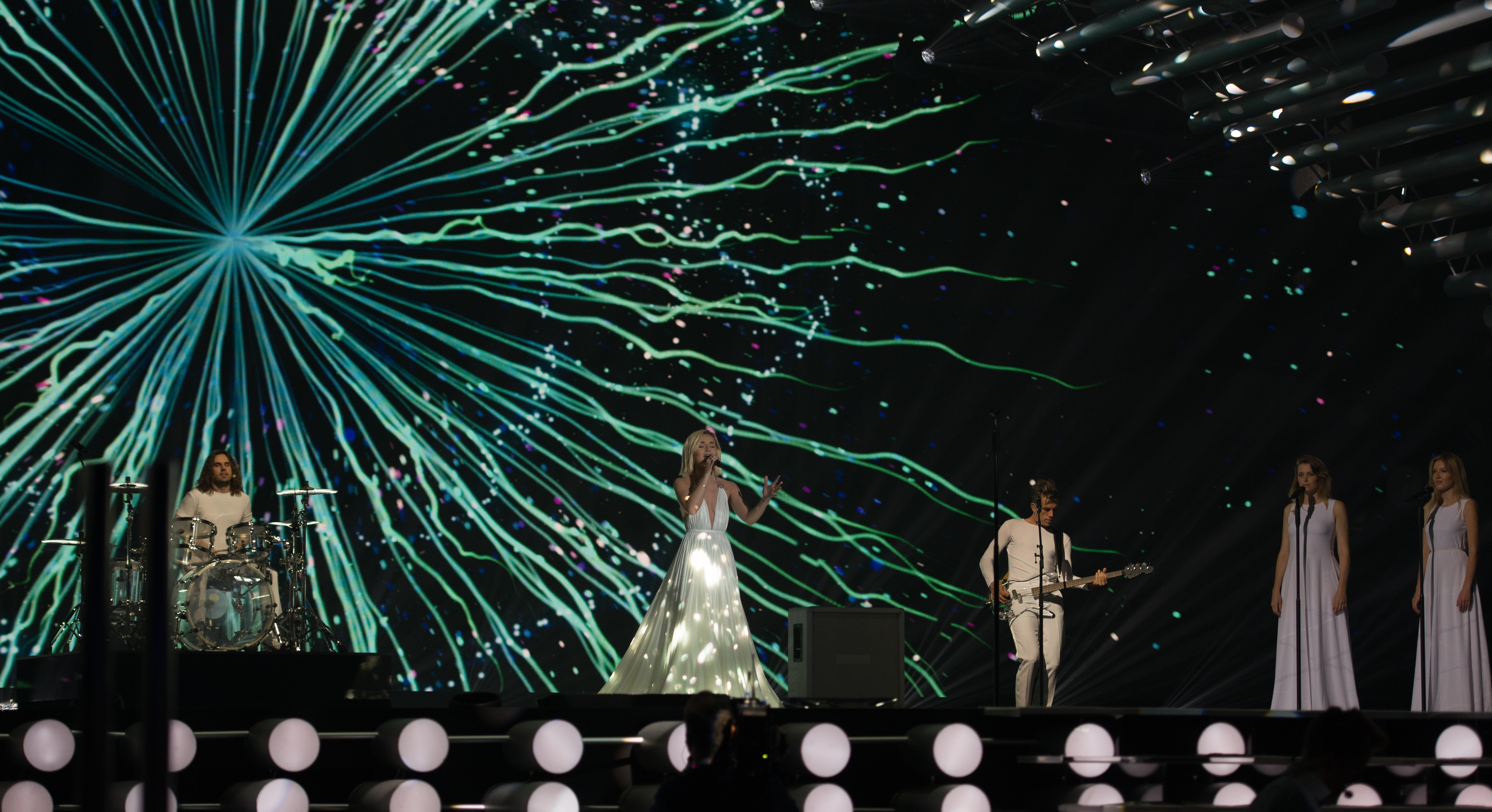
Polina Gagarina từ Nga, hạng 2